# جورج بي. سلدن
جورج بي. سلدن (بالإنجليزية: George B. Selden)‏ هو مخترع أمريكي، ولد في 14 سبتمبر 1846 في نيويورك في الولايات المتحدة، وتوفي في 17 يناير 1922 في روتشستر في الولايات المتحدة. حصل علي براءة اختراع السيارة في 1895.

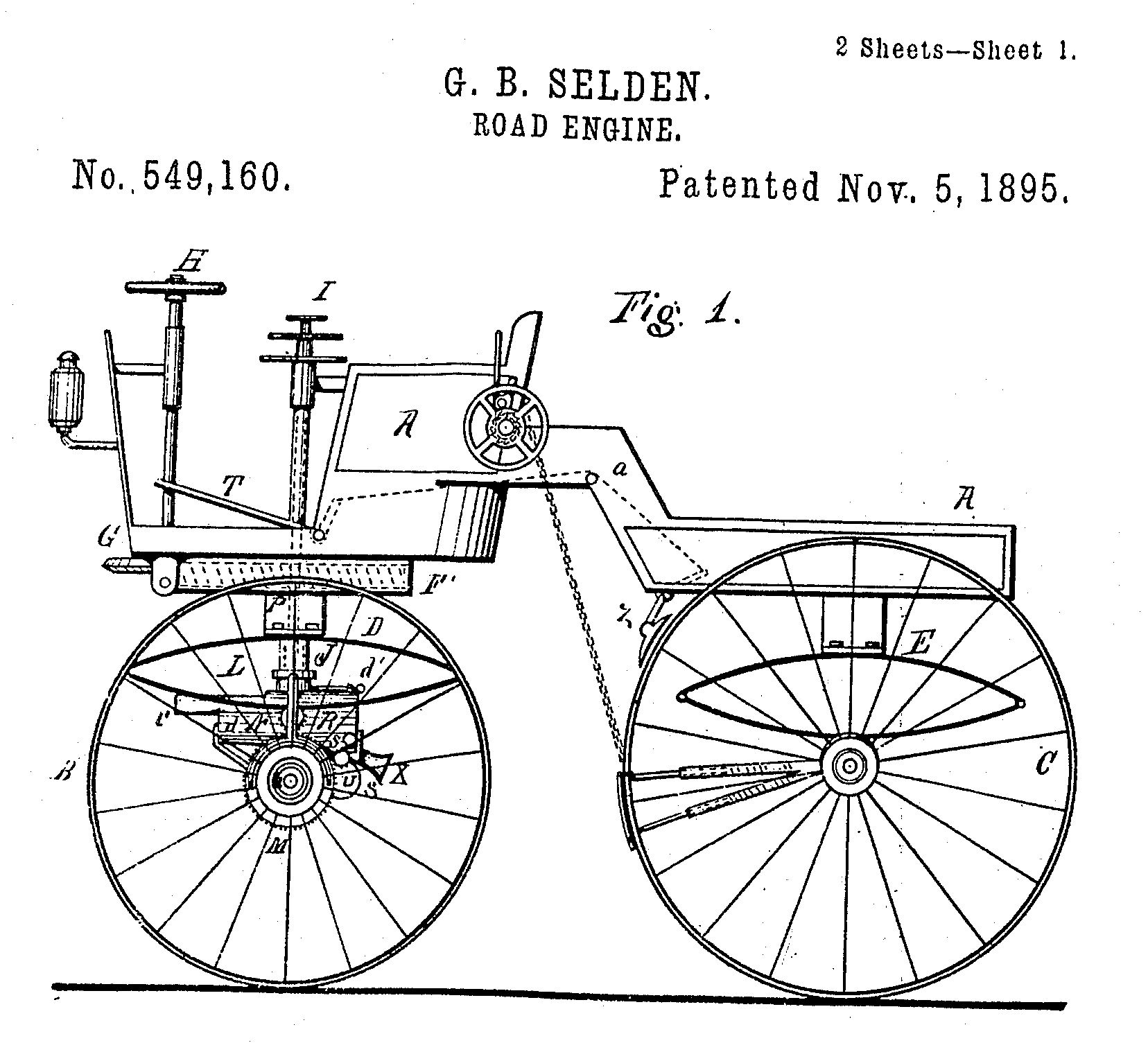
سيارة سلدن

## وصلات خارجية
- جورج بي. سلدن على موقع الموسوعة البريطانية (الإنجليزية)